# Новоивановский (Ростовская область)
Новоива́новский — хутор в Куйбышевском районе Ростовской области.
Входит в состав Куйбышевского сельского поселения.

## Население
| 2010 |
| ---- |
| 37   |

По данным переписи 1926 года по Северо-Кавказскому краю, на хуторе числилось 13 хозяйств и 80 жителей (38 мужчин и 42 женщины), из которых все 80 — украинцы.

## Улицы
На хуторе имеется одна улица: Новоивановская.